# Harpullia
Harpulia is een geslacht van tropische bomen uit de familie Sapindaceae. Het geslacht komt met  37 soorten voor in Zuidoost-Azië en Australië
In Australië komen acht soorten voor, waarvan één soort is gecultiveerd en veel wordt aangeplant langs wegen in de oostkust: Harpullia pendula.
Het hout van deze bomen heet 'Australian Tulipwood', wat verwarrend kan zijn met het Engelse Tulipwood: dit laatste heet in Nederland Bahia rozenhout.

## Soorten
- Harpullia alata
- Harpullia angustialata
- Harpullia angustifolia
- Harpullia arborea
- Harpullia confusa
- Harpullia fosteri
- Harpullia hirsuta
- Harpullia largifolia
- Harpullia marginata
- Harpullia pendula
- Harpullia ramiflora
- Harpullia reticulata
- Harpullia tomentosa
- Harpullia wadsworthii

... · 
Acer (Esdoorn) · 
Aesculus (Paardenkastanje) · 
Alectryon · 
Allophylus · 
Atalaya · 
Dimocarpus · 
Harpullia · 
Litchi (Lychee) · 
Paullinia · 
Sapindus (Zeepnotenboom) · 
Talisia · 
Zanha · 
...